# Dirk Stoop

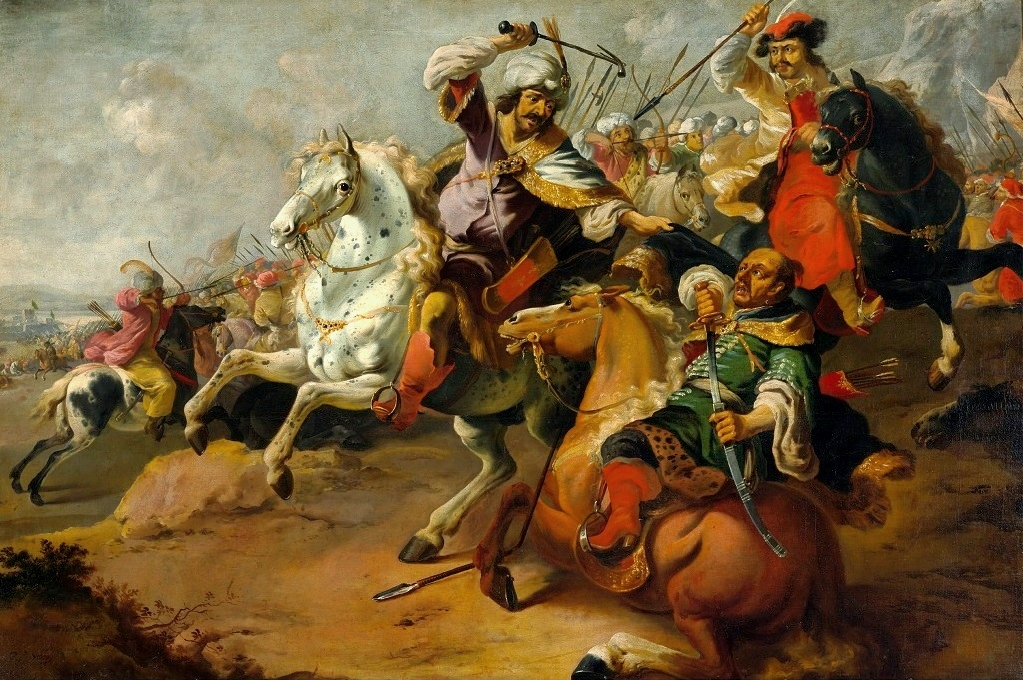
Batalla de caballería entre jinetes turcos y polacos (c. 1670), Castillo Real de Varsovia

Dirk Stoop (Utrecht, 1610 - Utrecht, 1686) fue un pintor y grabador neerlandés. 

## Biografía
Se cree que hacia 1640 pudo efectuar un viaje a Italia. Entre 1661 y 1662 fue pintor de la corte en Portugal. Posteriormente vivió en Inglaterra (1662-1665), hasta que se instaló en Utrecht. Se especializó en la pintura de paisajes, generalmente enmarcados en escenas de caza o combates de caballería. Destacó en la representación de caballos, en los que mostró un gran virtuosismo y naturalidad. Tras Philips Wouwerman, es el más destacado pintor de caballos de Utrecht. Su estilo se considera similar al de coetáneos suyos como Pieter van Laer y Jan Baptist Weenix.
Entre sus obras destacan: Alto en la caza (Museo de Picardía, Amiens), Paisaje con ruinas (Kunstmuseum Bonn), Paisaje con caballeros y perros (1649, Museo de Utrecht), Escenas de caza (1649, Rijksmuseum, Ámsterdam), Descanso cerca de una posada (Museos Reales de Bellas Artes de Bélgica, Bruselas), Alto en la caza (1643, Galería Nacional de Dinamarca, Copenhague), Vista imaginaria de una gruta (Galería Nacional de Dinamarca, Copenhague), Escena de caza (Galería Nacional de Irlanda, Dublín). También realizó un Retrato de Catalina Enriqueta de Braganza (1660-1661).
Como grabador, realizó composiciones similares a su obra pictórica. En 1651 realizó doce grabados al aguafuerte y punta seca de caballos que le proporcionaron notable fama. En su obra gráfica mostró la influencia de Stefano della Bella y Jacques Callot.